# 어둠

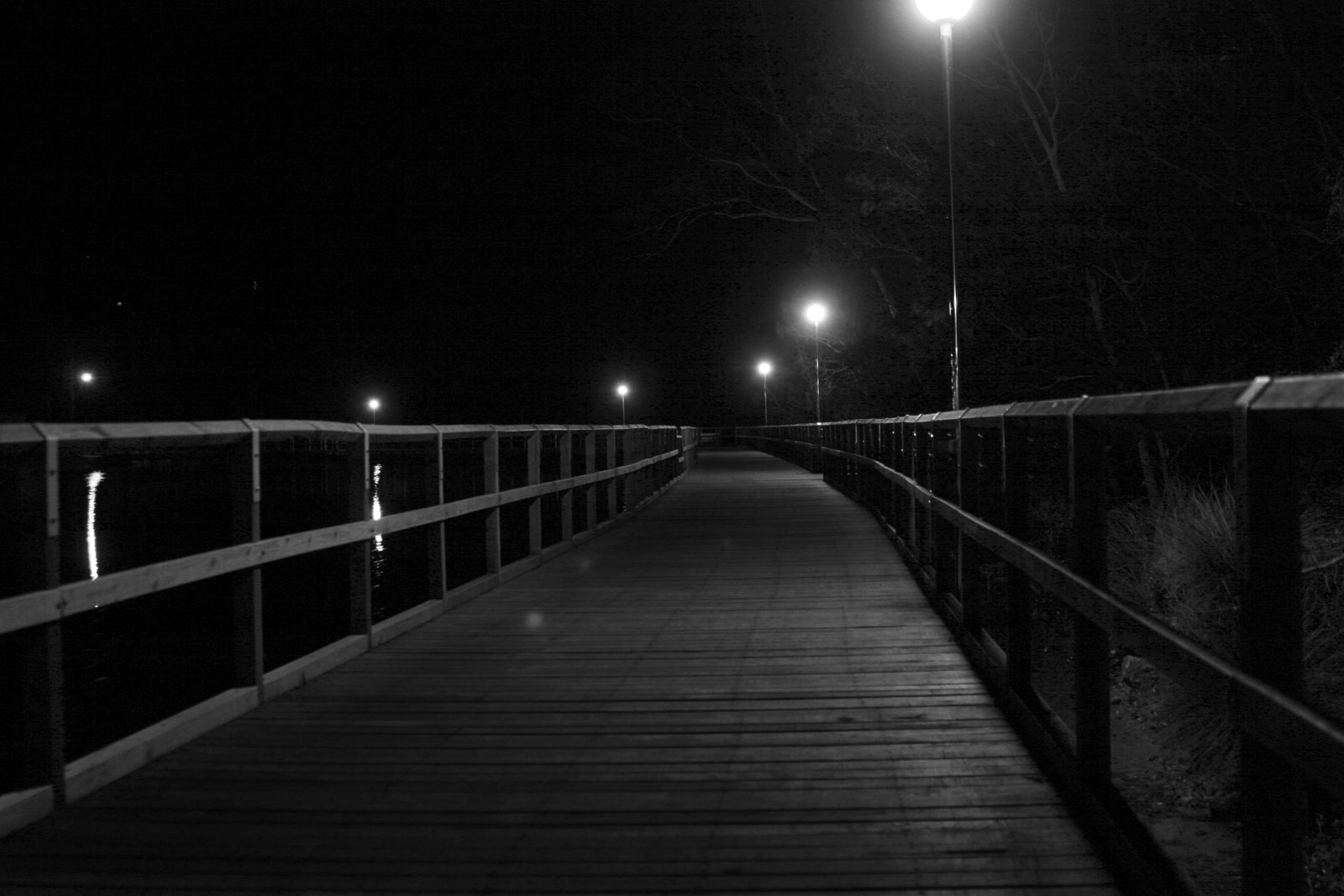
밤에는 어둡다.

어둠 또는 암흑(暗黑) 은 빛의 부재를 뜻한다. 과학적으로는 최소한의 양의 빛을 가질 수만 있다. 그림자와는 구별되며, 예견할 수 없는 앞 일과 같이 예측할 수 없는 상태를 비유하는 경우에도 쓰이는 낱말이다. 빛의 부재에 대한 감정 변화는 문학, 예술의 상징주의 등에 많이 쓰인다. 현대의 경우 어둠의 개념은 재앙을 뜻하는 경우가 많다. 그리고 빛과의 반대를 나타내기도 한다.

## 과학
과학의 경우 어둠은 주위에 비해 빛의 양이 최소인 상태를 말한다. 어둠에서는 극히 빛을 조금밖에 반사하지 않기 때문에 상대적으로 어둡게 보인다. 이를테면 윤기가 없는 흑색 페인트는 검게 보이지만 흰색 페인트는 모든 가시광선을 반사하기 때문에 밝게 보인다. 자세한 것은 색을 참조하라.
그러나 가시광선과 같은 에너지는 끝없이 흡수되지는 않는다. 가시광선을 흡수하는 많은 물질은 적외선을 반사한다. 그러므로 인간의 눈에는 어둡게 느껴져도 실제로는 빛을 반사하고 있는 경우가 있다. 이에 대해서는 열역학을 참조하라.
빛의 과학적인 정의에서는 가시광선 이외의 전자 스펙트럼도 포함하기 때문에 완전한 어둠을 만들어내는 것은 물리적으로 불가능하다. 모든 물건은 적외선의 형태로 빛과 열을 방출하며, 감마선은 밀도가 높은 물체조차 통과해 버리기 때문이다.

## 미술
24비트 컴퓨터 디스플레이에서 한 점의 색은 다음과 같이 정의된다.
- 빨강: 0에서 255까지
- 초록: 0에서 255까지
- 파랑: 0에서 255까지

빛의 부재가 어둠을 만들어 내므로 어두운 색은 (0,0,0)에 가까워진다.

## 사상
세계를 빛과 어둠, 선과 악의 대비에서 보는 종교는 많다. 대표적으로 기독교나 조로아스터교를 들 수 있다. 기독교 문화의 경우, 어둠은 악마나 사탄과 강한 관계로 볼 수 있으며, 그 반대가 되는 빛의 경우는 천사나 미카엘과 강한 관계를 볼 수 있다.

## 저작
공상 작품이나 SF 등의 창작물의 경우에도, 어둠은 마녀나 악마, 흡혈귀와 같은 악역과 연결시키는 것이 많다. 그러나 최근의 애니메이션, 만화 작품의 경우 그 고정 개념을 깨서 어둠의 힘을 사용해 악한 자들과 싸우는 정의의 영웅(다크 히어로)도 출현하고 있다. 이러한 히어로의 존재와 동시에, 성스러운 빛의 힘을 악한 목적으로 사용하는 악역도 많아지고 있다.

## 같이 보기
- 암흑시대